# Karolingen

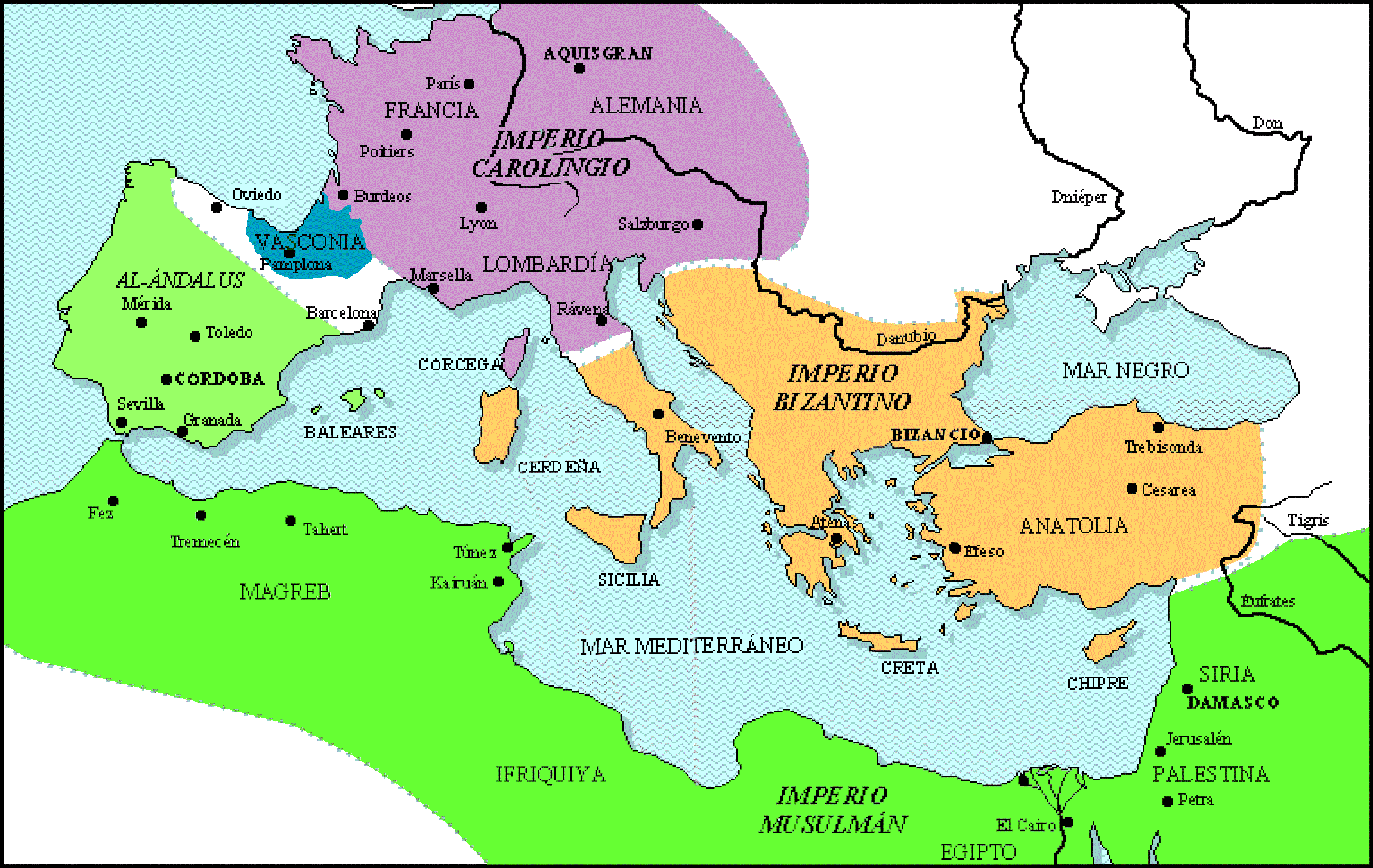
De drie grote rijken rond 800, het Byzantijnse Rijk, het Arabische Rijk en het Karolingische Rijk.

De Karolingen (Frans: Carolingiens, Duits: Karolinger) waren een dynastie, die het Frankische Rijk regeerde van de 8e tot de 10e eeuw. De karolingische dynastie nam, in de persoon van Pepijn de Korte, in 751 het Frankische rijk over van de Merovingen. De naam Karolingen is afgeleid van de voornaam van Karel Martel, een telg die, als bastaardzoon, destijds niet als volwaardig lid van de Pepiniden werd aanvaard. Lodewijk IV van Chiny (1173-1226) was de laatste nakomeling in de mannelijke lijn van de Karolingen.

## Stichting
Er wordt aangenomen dat de dynastie van de Arnulfingen en Pepiniden gesticht werd door Arnulf van Metz, bisschop van Metz aan het einde van de 7e eeuw, die een grote macht had in de Merovingische koninkrijken. Pepijn van Herstal, hofmeier van het koninkrijk Austrasië, had de feitelijke macht in handen. Pepijn werd, na de Frankische Burgeroorlog met de wettige erfgenamen van de Pepiniden, opgevolgd door zijn bastaardzoon, Karel Martel. Hiermee won de partij van de Karolingen (de geslachtsnaam begon dus als een partijnaam) het van de Pepiniden. Karel Martel was de vader van Pepijn de Korte, de eerste Frankische koning van de dynastie, die de laatste Merovingische koning Childeric III afzette.
Karel Martel wist in 732 een Moors leger tussen Tours en Poitiers te verslaan, tijdens een van de talrijke Arabische strooptochten vanuit Spanje naar Frankrijk. Het Moorse leger werd in deze Slag bij Poitiers verslagen. In de Angelsaksische historiografische vakliteratuur wordt deze meestal de Slag bij Tours genoemd. De Karolingen stonden aan de wieg van de Pauselijke Staat, doordat Pepijn het vroegere Byzantijnse exarchaat Ravenna, het gebied tussen Ravenna en Rome, aan de paus schonk. Karel de Grote vergrootte het aanzien van de Karolingen verder, doordat hij het gebied van zijn rijk uitbreidde, en door zijn goede politiek, waarmee hij eenheid in het rijk creëerde.

## Behoud troon
Na de deling van het Frankische Rijk, die werd vastgelegd in het Verdrag van Verdun in 843, bleven de Karolingen de troon behouden.
- In het westen, het latere Frankrijk, bleef de dynastie regeren, tot in 987 het Huis Capet, een verwante tak van de familie, de troon overnam.
- In het midden, Noord-Italië en in Lotharingen bleef de hoofdtak van de familie regeren tot 887.
- In het oosten, wat later het Heilige Roomse Rijk werd, bleven de Karolingen regeren tot 911, toen ze werden opgevolgd door de Konradijnen en de Saksische Liudolfingen.
- In het hertogdom Neder-Lotharingen regeerden Karel van Neder-Lotharingen (953 - 992) en Otto II van Neder-Lotharingen (970 - 1012) tot 1012 als laatste van de rechtstreekse Karolingen. In tegenstelling tot zijn vader Karel eiste Otto de Franse koningskroon niet op. Zijn jongere broer Lodewijk die evenmin interesse naar de koningskroon had stierf in 1023 als monnik.
- Er wordt aangenomen dat Lodewijk IV van Chiny die in 1226 stierf en in de abdij van Orval werd begraven de laatste in rechte lijn mannelijke Karolinger was. Zijn afstamming verloopt via de Karolingische graven van Vermandois en Chiny.

## Karolingische dynastie - tijdlijn en gevolgen

### De overname van het Merovingische rijk
Het begon allemaal met Pepijn III De Korte die de macht overnam in Austrasië, doordat hij zich liet erkennen als enige hofmeier van het land. Zijn vader Karel Martel, de stichter van de Karolingen (omdat hij als bastaardzoon niet als lid van de Pepiniden werd aanvaard), verwierf nog meer aanzien doordat hij in 732 een Moors leger tussen Tours en Poitiers versloeg: de islamitische ruiterij reed zich te pletter tegen de zwaarbewapende Frankische infanterie. Daarmee maakte hij verleden van een van de talrijke Arabische strooptochten vanuit Spanje naar Frankrijk. Pepijn de Korte, de zoon van Karel Martel, stootte de laatste Merovingische koning, Childerik III, van de troon en nam de macht over, mede door de steun van de toenmalige paus.

### Gevolgen van het verbond tussen Pepijn de Korte en de paus
- De Karolingische dynastie kwam aan de macht
- De Pauselijke Staat ontstond doordat Pepijns vader, Karel Martel, het vroegere exarchaat Ravenna (gebied tussen Ravenna en Rome) aan de paus schonk.
- De goede betrekkingen tussen Kerk en Staat werden hersteld.

## Karel de Grote

### Het politiek beleid van Karel de Grote
Op het toppunt van zijn macht regeerde Karel over een rijk dat zich uitstrekte van Elbe/Oder tot aan de Pyreneeën. Zo veroverde hij:
1. Lombardije
2. Het gebied van de Saksen
3. De Spaanse mark
4. Beieren
5. Het rijk der Avaren (Kroatië, Tsjechië, Slowakije en Hongarije)

Om zijn rijk makkelijker te kunnen besturen voerde Karel de Grote een centralisatiepolitiek die tot uiting kwam in:
- het aanstellen van twee rondreizende ambtenaren per gouw, missi dominici of zendgraven, om de controle uit te oefenen op het grafelijk bestuur
- het uitvaardigen van algemene wetten, de capitularia, voor alle onderdanen van het Frankische rijk
- het aannemen van de keizerstitel in 800, in usurpatie op keizerin Irene van Byzantium
- de veralgemening van de vazalliteit, waarbij een vazal zijn diensten aanbood in ruil voor het recht op de pacht van grond
- de ontwikkeling, via missionering, van een christelijke eenheidscultuur om zo de banden tussen zijn onderdanen te vestigen
- het ontwikkelen van een hofcultuur: zie het lemma Karolingische renaissance

### De feodaliteit
Karel maakte in zijn militaire - politiek en bestuurssysteem gebruik van het leenstelsel of feodalisme. Daarbij geeft een koning of andere grootgrondbezitter stukken grond die hij in bezit heeft, in gebruik aan anderen en sluit daarbij overeenkomsten af over militaire bijstand, onderhoud en opbrengst van de grond, en bescherming aan de gebruiker. De gebruiknemers worden leenheer of ook kroonvazallen genoemd, die op hun beurt kleinere stukken van de grond die ze in leen hadden gekregen in gebruik konden geven aan achtervazallen enzovoorts. Feodaal komt van feodum wat leengoed betekent. De leeneed is een eed van trouw tussen leenheer (koning) en leenman (vazal). Een vazal is een trouwe dienaar of gwas in het Germaans. Op deze manier kon de koning de vazallen aan zich binden, indien hij hulp nodig had tijdens het voeren van een oorlog.

### Het cultureel beleid van Karel De Grote
Karel de Grote wilde de cultuur van zijn Rijk verbeteren en wilde zelf ook geleerder worden. Karel was bedreven in de rekenkunde, talen, sterrenkunde. Hij stond aan de basis van de schoolcultuur, doordat hij de kloosters verplichtte kloosterscholen op te richten, en iedereen verplichtte hun zonen naar school te sturen, zodat ze konden worden opgeleid voor de staatsdienst. Een vereenvoudigde vorm van het Merovingisch schrift werd de basis van het schrift van zowel de Germaanse als de Romaanse talen. De Codex Aureus was een godsdienstig boek dat hij in de kloosters liet maken